# Haplolabida marojejensis
Haplolabida marojejensis är en fjärilsart som beskrevs av Claude Herbulot 1963. Haplolabida marojejensis ingår i släktet Haplolabida och familjen mätare. Inga underarter finns listade i Catalogue of Life.